# Prochorovka
Prochorovka (in russo Про́хоровка, /ˈproxərəfkə/, anche traslitterata come Prohorovka) è una cittadina della Russia europea sudoccidentale, situata nella oblast' di Belgorod; appartiene amministrativamente al rajon Prochorovskij, del quale è il capoluogo.
Sorge nella parte nordoccidentale della oblast', nei pressi delle sorgenti del fiume Psël, lungo la linea ferroviaria che collega Belgorod e Kursk.
Nel luglio del 1943 fu teatro della omonima battaglia, fase culminate della battaglia di Kursk.